# DDR-Meisterschaft im Straßenrennen 1975
Die DDR-Meisterschaft im Straßenrennen 1975 fand am 15. Juni in Schleusingen im Landkreis Hildburghausen in Thüringen statt und wurde als Eintagesrennen ausgetragen. Es war das 27. Meisterschaftsrennen in der DDR. Sieger wurde Hans-Joachim Hartnick.

## Strecke
Das Rennen führte über 165 Kilometer auf einem Rundkurs, der zehnmal zu absolvieren war. Hohe Temperaturen und viele Anstiege erschwerten das Meisterschaftsrennen. 

## Rennverlauf
51 Radrennfahrer der DDR-Leistungsklase waren am Start. Als erster Fahrer musste Gerhard Lauke nach einem Sturz das Rennen aufgeben. Die Vorentscheidung fiel in der 6. Runde, als auf Initiative des späteren Siegers elf Fahrer einen Vorsprung herausfuhren. Im vorletzten Anstieg setzten sich Hartnick, Lantzsch und Schorten aus der Gruppe ab. Am letzten Berg attackierte Hartnick erneut und kam als Solist ins Ziel und verteidigte seinen Titel aus dem Vorjahr erfolgreich.

## Ergebnis
|     | Fahrer                | Verein             | Zeit (h)       |
| --- | --------------------- | ------------------ | -------------- |
| 01. | Hans-Joachim Hartnick | SC Cottbus         | 4:38:23        |
| 02. | Peter Lantzsch        | SC Karl-Marx-Stadt | + 0:39 Minuten |
| 03. | Ulrich Schorten       | SC Cottbus         | gl. Zeit       |
| 04. | Gottfried Preising    | SC Turbine Erfurt  | + 1:29 Minuten |
| 05. | Dietmar Käbisch       | SC DHfK Leipzig    | gl. Zeit       |
| 06. | Joachim Müller        | TSC Berlin         | gl. Zeit       |
| 0 … |                       |                    |                |

## Weblink
- DDR-Meisterschaft im Straßenradsport in der Datenbank von Radsportseiten.com